# Shakha
Shaka ist die Bezeichnung für eine theologische Schule im Hinduismus, die sich auf das Studium ausgewählter vedischer Schriften spezialisiert hat. Oft laufen die ausgesuchten Schriften ebenfalls unter dem Begriff Shakha.

## Etymologie
Das weibliche Sanskritsubstantiv शाखा (śākhā) bezeichnet einen Zweig oder ein Glied. Ein Anhänger einer bestimmten hinduistischen Schulrichtung heißt demzufolge śākhin. Der Begriff Shaka wird in der Hinduphilosophie auch für Verfechter einer ganz bestimmten orthodoxen Lehrmeinung verwendet.
Shaka leitet sich ab von der protoindoeuropäischen Wurzel *ḱak- mit Bedeutung Zweig. Dem Sanskritausdruck sehr nahe kommen das Litauische šakà und das Persische šâx.

## Gesellschaftliche Stellung
In der traditionellen Hindugesellschaft stellt die Zugehörigkeit zu einer bestimmten Schulrichtung (Shakha) einen wichtigen Aspekt der Klassenzuordnung dar. Gegen Ende der Rigveda-Zeit wurde die Bezeichnung Brahmane zwar sämtlichen Angehörigen der Priesterklasse zugedacht, diese wurden aber dennoch je nach Shaka weiter differenziert. Brahmanen, die ihre Schule wechselten, wurden gar als śākhāraṇḍaḥ bezeichnet, Verräter ihrer śākhā.

## Vedische Schulen

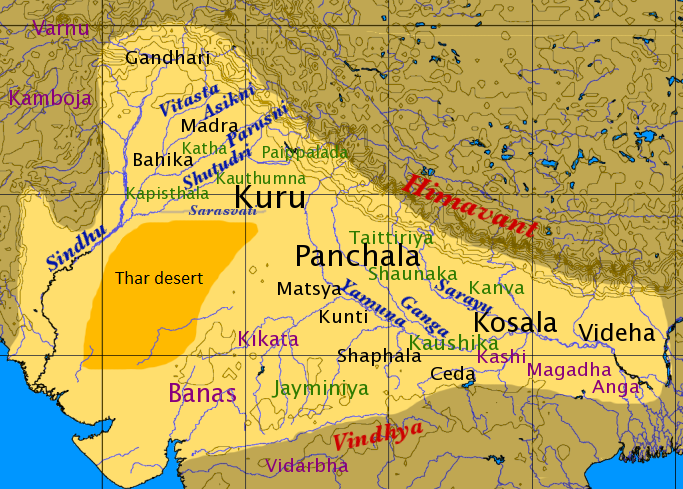
Karte des vedischen Indiens zur Eisenzeit. In Grün sind die vermeintlichen Verbreitungsgebiete der einzelnen Shaka (Schulen) eingezeichnet

Für die vedischen Schulen bestand neben dem Begriff Shaka noch der Terminus caraṇa ( चरण), der individuelles Benehmen, Lebensführung kennzeichnet. Auch wenn die beiden Begriffe oft synonym gebraucht werden, bezieht sich caraṇa streng genommen auf die Anhänger einer Schule (bzw. Sekte), wohingegen śākhā nur an den jeweiligen Quelltexten und deren Interpretation orientiert ist. Letzteres findet Ausdruck in der Redewendung śākhām adhite – er rezitiert einen besonderen Abschnitt (der Veden).
Die einzelnen Schulen unterscheiden sich in der Interpretationsweise der vedischen Texte, was mit dem Begriff śākhābhedaḥ belegt wurde. Jede der Schulen spezialisierte sich auf eine der vier vedischen Samhita sowie auf assoziierte Texte wie Brahmanas, Aranyakas, Vedangas wie Shrautasutra und Grhyasutra und Upanishaden.
Traditionelle Quelle für die Auflistung der einzelnen Shakas der vier Veda ist das Caraṇa-vyūha. Von diesem existieren zwei sehr ähnliche Versionen:
- das 49. pariśiṣṭa des Atharvaveda, das von Shaunaka (Śaunaka) stammen soll und
- das 5. pariśiṣṭa des Weißen Yajurveda verfasst von Katyayana.

Beide führen Listen über die vormals vorhandenen sowie über die zur Zeit der Abfassung noch existierenden Rezensionen. Mittlerweile sind nur noch sehr wenige Rezensionen verfügbar.

### Schulen des Rigveda
Das von Śaunaka verfasste Caraṇa-vyuha führt fünf Schulen für das Rigveda an:
- Śākala
- Bāṣkala
- Aśvalāyana
- Śaṅkhāyana und
- Māṇḍukāyana

Heute sind nur noch die beiden erstgenannten Schulen vorhanden. Von der Aśvalāyana-Shaka existiert noch Sutra-Literatur des Vedanga, ein Shrautasutra und ein Grhyasutra, beide mit erhaltenem Kommentar (vrtti) des Garga Naranaya. Garga Naranaya’s Kommentar beruhte seinerseits auf einem ausführlicheren Kommentar (bhashya), der von Devaswamin im 11. Jahrhundert redigiert worden war.

#### Śākala-Schule
- Aitareya-Brahmana.

#### Bāṣkala-Schule
- Kaushitaki-Brahmana.
- Khilani. Erhalten in einem in Pune in Kaschmir aufbewahrten Manuskript.

### Schulen des Yajurveda
Dem Yajurveda folgten einst die beeindruckende Anzahl von 86 Schulen. Śaunaka führt in seinem Caraṇa-vyuha noch 42 oder 44 dieser Schulen auf, von denen heute aber nur noch 5 vollständig und eine sechste teilweise existieren:
- Vajasaneyi Madhandina
- Kanva
- Taittiriya
- Maitrayani
- Caraka-Katha und
- Kapisthala-Katha

Die Shakhas des Yajurveda werden ihrerseits in zwei Unterabteilungen aufgespalten – in weiße (शुक्ल – shukla) und schwarze (कृष्ण – krishna) Schulen. Die weißen Rezensionen zeichnen sich durch separate Brahmanas aus, wohingegen bei den schwarzen Rezensionen zwischen die wesentlich älteren Brahmanas noch Mantras jüngeren Ursprungs eingeschaltet sind.
Zur shukla-Richtung gehören die Vajasaneyi-Madhandina- und die Kanva-Schule mit den Werken Vājasaneyi Samhita Madhyandina (VSM) und Vājasaneyi Samhita Kānva (VSK). Beide Schulen enthalten darüber hinaus ein eigenes Shatapatha Brahmana (ShBM und ShBK).
Zur krishna-Richtung zählen die Taittiriya-, die Maitrayani-, die Caraka-Katha- und die Kapisthala-Katha-Schule. Die Taittiriya-Schule stützt sich auf die Taittirīya Saṃhita (TS) und zusätzlich auf das Taittiriya-Brahmana (TB). Ausschlaggebend für die Maitrayani-Schule ist die Maitrayani Saṃhita (MS),  für die Caraka-Katha-Schule die Caraka-Katha Saṃhita (KS) und für die Kapisthala-Katha-Schule die Kapiṣṭhala-Katha Saṃhita (KapS).
Zu den Schulen im Einzelnen:

#### Vajasaneyi-Madhandina-Schule
Die zum weißen Yajurveda zählende Vajasaneyi-Madhandina-Schule hat sich auf folgende Texte spezialisiert:
- Vājasaneyi Samhita Madhyandina (VSM). Diese Samhita wird zum gegenwärtigen Zeitpunkt von sämtlichen Brahmanen Nordindiens und von den Deshastha-Brahmanen rezitiert.
- Madhyandina Shatapata Brahmana (ShBM).
- Aranyaka. Diese hat als Shatapatha XIV, 1–8 überlebt und ist mit Akzenten versehen.
- Brihadaranyaka-Upanishad. Identisch mit ShBM XIV, 3–8, ebenfalls mit Akzenten.
- Ishavasya Upanishad. Identisch mit VSM 40.

#### Kanva-Schule
Die ebenfalls zum weißen Yajurveda gehörende Kanva-Schule konzentriert sich auf folgende Texte:
- Vājasaneyi Samhita Kānva (VSK). Diese Samhita wird von den Utkala-Brahmanen, den Kannada–Brahmanen und den Karhade-Brahmanen sowie von einigen Iyer herangezogen.
- Kanva Shatapata Brahmana (ShBK).
- Aranyaka. Hat als Buch XVII des ShBK überlebt.
- Brihadaranyaka Upanishad. Identisch mit ShBK und mit Akzenten versehen.
- Ishavasya Upanishad. Identisch mit VSK 40.

#### Taittiriya-Schule
Die Taittiriya-Schule bildet Teil des schwarzen Yajurveda und besitzt folgende Texte:
- Taittiriya Samhita (TS). Diese Samhita ist in ganz Südindien und in Konkan gegenwärtig.
- Taittiriya Brahmana (TB).
- Vadhula Brahmana. Gehört zum Vadhula Srautrasutra.
- Taittiriya-Aranayaka (TA).
- Taittiriya-Upanishad (TU).

#### Maitrayani-Schule
Schwarzer Yajurveda:
- Maitrayani Samhita (MS). Wird von nur wenigen Brahmanen in Nashik rezitiert.
- Maitrayaniya-Upanishad.
- Aranyaka. Diese sind mehr oder weniger identisch mit der Maitrayaniya Upanishad.

#### Caraka-Katha-Schule
Schwarzer Yajurveda:
- Katha-Aranyaka. Fast der gesamte Text stammt von einem einzigen Manuskript.
- Kathaka-Upanishad.
- Katha-Shiksha Upanishad.[6] Diese in ihrem Inhalt der Taittiriya Upanishad sehr ähnliche Upanishad war verloren gegangen und wurde von Michael Witzel wieder rekonstruiert.

#### Kapishthala-Schule
Schwarzer Yajurveda:
- Kapishthala Samhita (KapS). Sehr fragmentarisch erhaltenes Manuskript, nur die ersten Abschnitte tragen Akzente. Ohne Akzente herausgegeben von Raghu Vira.

### Schulen des Samaveda
Für den Samaveda gab es einst die erstaunliche Anzahl von mehr als tausend Schulen. Im Caraṇa-vyuha  des Śaunaka werden dann nur noch 12 Schulen aufgeführt. Heute existieren noch drei Schulen, die Kauthuma-, die Ranayaniya- und die Jaiminiya-Schule.

#### Kauthuma-Schule
- Kauthuma Samhita. Die herausgegebene Samhita wird allseits in Nord- und Südindien rezitiert. Sie enthält das Aranyaka.
- Insgesamt bestehen 8 nicht akzentuierte Brahmanas.
- Chandogya Upanishad.

#### Ranayaniya-Schule
- Ranayaniya Samhita. Es existieren Manuskripte, die von Gokarna-Brahmanen und Deshastha-Brahmanen rezitiert werden.
- 8 nicht akzentuierte Brahmanas.
- Die Aranyaka ist in der Samhita enthalten.
- Chandogya Upanishad

#### Jaiminiya-/Talavakara-Schule
- Jaiminiya Samhita. Die veröffentlichte Samhita wird in Tamil Nadu von Nambudiri und Choliyal rezitiert. Der Samaveda wird in zwei unterschiedlichen Stilen vorgetragen, die veröffentlicht und teilweise auf Tonträger aufgezeichnet wurden.
- Jaiminiya Brahmana.
- Arsheya Brahmana. Beide Brahmanas sind nicht akzentuiert.
- Talavakara Aranyaka in der Version von Tamil Nadu. Dies entspricht dem publizierten Jaiminiya Upanishad Brahmana.
- Kena-Upanishad.

### Schulen des Atharvaveda
Von den ursprünglich 9 Schulen des Atharvaveda bestehen heute noch zwei. Es existier(t)en folgende Schulen:
- Paippalada-Schule
- Tauda-Schule
- Mauda-Schule
- Shaunakiya-Schule
- Jajala-Schule
- Jalada-Schule
- Brahmavada-Schule
- Devadarsa-Schule und
- Charana-Vaidya-Schule.

Die Shaunakiya-Schule ist die einzige Shakha des Atharvavedas, die noch gedruckte Texte und eine mündliche Tradition besitzt. Die Texte der Shaunakiya-Schule als auch die der Paippalada-Schule sind jedoch fehlerhaft, so dass auf das ursprüngliche Atharvaveda nur noch durch Textvergleiche zurückgeschlossen werden kann.

#### Shaunakiya-Schule
- Shaunaka-Samhita (AVS). Über ganz Nord- und Südindien veröffentlicht und rezitiert.
- Gopatha-Brahmana. Das fragmentarische, nicht-akzentuierte Brahmana wurde veröffentlicht und ist noch in Gebrauch.
- Mundaka-Upanishad. Die Upanishad wurde veröffentlicht.

#### Paippalada-Schule
- Paippalada Samhita (AVP). Wird von Utkala-Brahmanen nur als samhita patha rezitiert. Zwei Manuskripte haben überlebt: ein großteils veröffentlichtes Manuskript aus Kaschmir und ein nicht- akzentuiertes Manuskript aus Oriya, das teilweise von Dipak Bhattacharya und anderen herausgegeben wurde.
- Ein verlorengegangenes Brahmana, das dem Gopatha Brahmana ähnelte.
- Prashna-Upanishad.
- Sharabha-Upanishad und andere. Alle Upanishaden wurden veröffentlicht.

Die Paippalada-Tradition riss zu Beginn des 20. Jahrhunderts ab. Überlebende Texte wurden seitdem gesammelt. Einige Brahmanen aus Orissa setzen die Tradition aber weiterhin fort.